# Glypta vespertina
Glypta vespertina är en stekelart som beskrevs av Dasch 1988. Glypta vespertina ingår i släktet Glypta och familjen brokparasitsteklar. Inga underarter finns listade i Catalogue of Life.